# Hans Helander
Hans Helander, född 27 juli 1942 i Kungsör, är professor emeritus i latin. 

## Biografi
Hans Helander tog studentexamen 1962 och gjorde sedan militärtjänst på Arméns tolkskola i Uppsala. År 1966 tog han filosofie magisterexamen med ämnena latin, grekiska, ryska och engelska. Sedan följde filosofie licentiatexamen 1969 och studier vid lärarhögskolan i Stockholm 1969-70. Helander disputerade 1977 på en avhandling om abstrakta substantiv i latinet och fick docentkompetens samma år. Efter tjänstgöring som lektor i latin, grekiska och ryska vid Falu gymnasium 1971-1991 utnämndes han till universitetslektor vid Uppsala Universitet 1991 och blev biträdande professor 1997. Helander befordrades till professor i latin vid Uppsala Universitet 2000.

## Forskargärning
I sin forskning har Helander ägnat sig dels åt det klassiska latinets grammatik, syntax och semantik, dels åt det så kallade nylatinet, det vill säga renässansens och följande epokers latinlitteratur. Han har på det sistnämnda området givit ut och kommenterat tre på latin skrivna ungdomsverk av Emanuel Swedenborg samt publicerat en större studie över latinlitteraturen i Sverige under perioden 1620-1720.
Helander har dessutom i ett antal artiklar behandlat några av den svenska Stormaktstidens viktigaste latinförfattare (Johan Stiernhöök, Olof Hermelin, Claes Örnhielm, Andreas Rydelius och Gustaf Peringer Lillieblad) och i flera uppsatser belyst europeisk hexameterdiktning till Gustav II Adolfs ära. Han har också skrivit huvuddelen av kommentaren till Johannes Magnus, Goternas och svearnas historia (översättning av Kurt Johannesson, 2018). Helander har vidare författat flera studier rörande vetenskaplig terminologi och nomenklatur, bland annat Latin och grekiska i naturvetenskaperna (2021).

## Utmärkelser
- Kgl Vetenskapssamhällets i Uppsala pris för ”tillgängliggörande av nylatinska texter inom vetenskapens alla fält” (2005)
- Kgl Vetenskapsakademiens Letterstedtska pris (2006)[5]
- Kgl Vitterhets Historie och Antikvitets Akademiens Rettigska pris (2015)[6]
- Svenska Akademiens Zibetska pris (2015)[7]